# Ваю
Ваю́ (санскр. वायु — «ветер», «воздух») — индуистский бог воздушного пространства и ветра. Рядом с Ваю олицетворением ветров (бурных) в Ведах являются Маруты, сыновья бога Рудра (буря), помощники и спутники Индры. Ваю также призывается вместе с Индрой, но реже, чем Маруты.
Другое имя — Вата (Vàta), от того же корня, родственно германскому слову Во́тан. Ближайшее мифологическое соответствие Ваю — авестийский Вайу.
Соответствует второй из пяти «элементов» (стихий). Находясь в теле, Ваю осуществляет в нём течение жизненных токов (пран).

## Рождение
По индийскому преданию «Гопатха-брахмана», верховный бог Брахма, после создания воды из своего пота, создал землю — из своей ноги, воздух — из своего чрева, небо — из своего черепа. Затем он создал трех богов: Агни (огонь) для земли, Ваю (ветер) для воздуха и Адитья (Солнце) для неба. Наконец, он создал три Веды: Ригведа происходит от Агни, Яджурведа от Ваю, Самаведа от Адитья.

## Описание
Внешние характеристики довольно неопределённы. У него приятная внешность. Наиболее распространённая характеристика — тысячи глаз. Его вахана (ездовое животное) — олень («Матсья-пурана»). У него сияющая колесница и множество коней (иногда — быков); с ним в колеснице — сам Индра.
Ваю предоставляет убежище и может рассеять врагов. Имя Ваю часто связывают с именем Индры, как правило, он сопровождает Индру в битвах. По одной из легенд, Ваю появился из дыхания Пуруши и является олицетворением мирового дыхания — праны. Ваю — отец Ханумана, могучего царя обезьян «Рамаяны» и могучего героя Бхимасены «Махабхараты».

## Воплощения
Мадхва (1238—1317), индуистский философ и проповедник, основатель двайты или таттвавады, почитается как воплощение Ваю. Такое утверждение основывается, в первую очередь, на содержании Баллитха-сукты «Ригведы», а также на жизнеописании самого Мадхвы — «Сумадхва-виджая», составленном признанным выдающимся автором данной традиции Нараяна Пандитачарьей.